# José Antonio Ñíguez
José Antonio Ñíguez Vicente, plus connu dans le monde du football sous le nom de Boria, est un footballeur espagnol né le 30 septembre 1962 à Elche en Espagne qui occupait le poste d'attaquant.
Boria passe la majeure partie de sa carrière professionnelle avec Elche. Il évolue ainsi dans les trois niveaux majeurs du football espagnol.

## Biographie

### Carrière en club
Né à Elche, Boria fait ses débuts en football avec le club local, le Elche CF. Il commence sa carrière senior à seulement dix-huit ans et évolue principalement en Segunda Division (deuxième division espagnole). Alors que le club n'est plus monté en Liga depuis six ans, il aide son équipe, durant la saison 1983-1984, à remonter en Liga en marquant 13 buts en 33 matchs de championnat. Finalement, son club est relégué dès la saison suivante durant laquelle Boria peine à se distinguer. Il joue son premier match dans l'élite du football espagnol le 1er septembre 1984, lors du derby perdu 1 à 0 contre le Valence CF, et marque son premier but en première division le 7 octobre lors d'une victoire 2 à 1 contre le Real Valladolid. Boria est promu pour la seconde fois avec son club en 1988 mais il quitte Elche en fin de saison. Après de brefs passages par le UE Figueres et au Cartagena FC, il revient pour deux saisons à Elche quand le club évolue en Segunda Division B (troisième division espagnole).
Il dispute 301 matchs dans les championnats espagnols dont 21 en première division. Il marque 69 buts sur l'ensemble de sa carrière alors qu'il ne trouve le chemin des filets qu'à une seule reprises, dans l'élite espagnole.

### Vie privée
Il est le père des footballeurs Saúl Ñíguez, Aaron Ñíguez et Jonathan Ñíguez,.

## Statistiques
| Club         | Saison    | Division           | Matchs | Buts |
| ------------ | --------- | ------------------ | ------ | ---- |
| Elche CF     | 1981-1982 | Segunda Division   | 5      | 1    |
| Elche CF     | 1982-1983 | Segunda Division   | 13     | 1    |
| Elche CF     | 1983-1984 | Segunda Division   | 33     | 13   |
| Elche CF     | 1984-1985 | Liga               | 21     | 1    |
| Elche CF     | 1985-1986 | Segunda Division   | 35     | 12   |
| Elche CF     | 1986-1987 | Segunda Division   | 38     | 11   |
| Elche CF     | 1987-1988 | Segunda Division   | 22     | 0    |
| CE Sabadell  | 1988-1989 | Segunda Division   | 20     | 4    |
| UE Figueres  | 1989-1990 | Segunda Division   | 19     | 2    |
| Cartagena FC | 1990-1991 | Segunda Division B | 25     | 10   |
| Elche CF     | 1991-1992 | Segunda Division B | 34     | 6    |
| Elche CF     | 1992-1993 | Segunda Division B | 30     | 7    |
| CD Mensajero | 1993-1994 | Segunda Division B | 6      | 1    |
| Total        | Total     | Total              | 301    | 69   |